# Turtle Lake, British Columbia
Turtle Lake är en sjö i Kanada.   Den ligger i provinsen British Columbia, i den sydvästra delen av landet, 3 700 km väster om huvudstaden Ottawa. Turtle Lake ligger 83 meter över havet. Arean är 0,25 kvadratkilometer. Den sträcker sig 0,8 kilometer i nord-sydlig riktning, och 0,7 kilometer i öst-västlig riktning.
I omgivningarna runt Turtle Lake växer i huvudsak barrskog. Runt Turtle Lake är det mycket glesbefolkat, med 3 invånare per kvadratkilometer.